# Nir Oz
Nir Oz (hebr.: ניר עוז) – kibuc położony w Samorządzie Regionu Eszkol, w Dystrykcie Południowym, w Izraelu.
Leży w zachodniej części pustyni Negew, przy granicy Strefy Gazy.
Członek Ruchu Kibuców (Ha-Tenu’a ha-Kibbucit).

## Historia
Kibuc został założony 1 października 1955 roku jako część tzw. osadnictwa Nahal. W maju 1957 roku został przekazany socjalistycznemu ruchowi młodzieżowemu Ha-Szomer Ha-Cair, który na miejsce wysłał grupę 70 członków, mających utworzyć cywilną osadę.
7 października 2023 roku przed godziną 7:00 kibuc padł ofiarą napaści rządzącego Strefą Gazy ugrupowania Hamas w ramach ataku tego ugrupowania na Izrael, który zapoczątkował wojnę Izraela z Hamasem. Podczas dziewięciu godzin obecności w Nir Oz bojownicy Hamasu zamordowali 46 jego mieszkańców, a 71 uprowadzili i zabrali do Strefy Gazy jako zakładników. Wiele budynków w kibucu zostało spalonych lub zniszczonych.

## Gospodarka
Gospodarka kibucu opiera się na intensywnym rolnictwie.